# NGC 7713
NGC 7713 је спирална галаксија у сазвежђу Вајар која се налази на NGC листи објеката дубоког неба.
Деклинација објекта је - 37° 56' 20" а ректасцензија 23h 36m 15,3s. Привидна величина (магнитуда) објекта NGC 7713 износи 10,9 а фотографска магнитуда 11,6. Налази се на удаљености од 9,965 милиона парсека од Сунца. NGC 7713 је још познат и под ознакама ESO 347-28, MCG -6-51-13, AM 2333-381, PGC 71866.